# Kroisegg
Kroisegg (ungarisch Hidasrádkosd, Rákosd) ist ein Ortsteil der Gemeinde Grafenschachen  im Burgenland, Bezirk Oberwart, Österreich. Es ist ein Straßendorf mit 265 Einwohnern und liegt an den südlichen Ausläufern des Wechselmassivs und zwischen dem Pinka- und dem Lafnitztal. Durch den Ort fließt der Kroisbach. Die Gegend bei Kroisegg ist waldreich, das Klima eher rau.

## Geschichte
Kroisegg wurde vermutlich im Jahr 1388 erstmals erwähnt. In diesem Jahr bestand in der Gegend eine Siedlung namens Rolnyk, die man auf heute Kroisegger Gebiet vermutet. Rolnyk ist später wüst gefallen. Vor 1600 entstand Kroisegg, bei dem man aufgrund der Lage und Namensähnlichkeiten auf eine Neubesiedlung Rolnyks geschlossen hat.
Kroisegg gehörte zu dieser Zeit der Herrschaft Bernstein unter den Königsbergern und (ab 1644) Ádám Batthyány an, die ihrerseits von 1445 bis 1647 dem Erzherzogtum Österreich unter der Enns angehörte. Ab 1632 gehörte Kroisegg zur Pfarre Pinkafeld. Von 1659 bis 1854 war die Ortschaft die überwiegende Zeit Teil der Herrschaft Pinkafeld unter Mitgliedern der Familie Batthyány. 1669 wurde die Herrschaft aufgeteilt. Paul Batthyány erhielt neben Pinkafeld und anderen Ortschaften auch Kroisegg und die Hälfte von Grafenschachen. Der andere Teil Grafenschachens gehörte zur Herrschaft Schlaining. 1698 gehörte Kroisegg zum Anteil des Franz Batthyány. 1717 wurde die Herrschaft wieder vereint. Es fanden aber bis zur Auflösung der Herrschaft im Jahre 1854 immer wieder Teilungen und Verpfändungen statt. 1672 befand sich der Ort im Pfandbesitz von Georg Sarkany. 1692 wurde es wieder als Teil der Pinkafeld Herrschaft erwähnt. 1697 hatte die Ortschaft 70 Einwohner.
Vor 1732 befand sich in Kroisegg vermutlich eine Sammelstelle für Tabak aus dem Lafnitztal, möglicherweise wurde auch im Ort selbst Tabak angepflanzt. Der Tabak wurde wahrscheinlich nach Pinkafeld verführt und in der dortigen herrschaftlichen Tabakmühle verarbeitet. 1742 hatte der Ort 23 Zugtiere bei 22 Haushalten, was eine relativ hohe Zahl von Tieren bei vergleichbaren Siedlungen darstellt. 1751 wird eine herrschaftliche Taverne in Kroisegg erwähnt. In der Taverne wurde ganzjährig der Zehent- und Bergrechtwein der Weinberge von Rechnitz, Eisenberg, Markt Neuhodis, Rakicsany, Heiligenbrunn, Güssing, Dürnbach und Muraköz ausgeschenkt. Der Weinschank brachte 230 Gulden. Da dieser Ertrag im Vergleich mit anderen Schenken sehr hoch ist, wird vermutet, dass der hohe Umsatz durch Ortsfremde, möglicherweise Durchreisende, erzielt wurde. 1758 wurde die Kirche renoviert. Der Ort konnte einen vergleichsweise hohen Beitrag zur Renovierung selber leisten. 1765 wurden (erstmals?) fünf Inwohner in Kroisegg gezählt.
Mitte des 18. Jahrhunderts erlebte der Ort also einen wirtschaftlichen Aufschwung. Mit diesem Aufschwung steht möglicherweise die Errichtung der sogenannten „Römerbrücke“ in Zusammenhang. 1772 hat die Bevölkerung auf 48 Personen abgenommen. Die Urbare zwischen 1645 und 1783 weisen jeweils eine Anzahl von 3½ Lehen aus. 1790 kam Kroisegg als Filialkirche zur neu errichteten Pfarre Grafenschachen.
Seit 1971 ist das Dorf ein Ortsteil der Gemeinde Grafenschachen.

## Sehenswürdigkeiten
Zu den Sehenswürdigkeiten zählen die renovierte Kapelle und die „Römerbrücke“ an der Grenze zu Pinkafeld.

## Sport
Der Ort hat einen Eislaufplatz und einen Sportplatz sowie einen 5 km langen Rad- und Wanderweg.

## Persönlichkeiten
- Hans Peter Doskozil (* 1970), österreichischer Politiker (SPÖ), seit 28. Februar 2019 Landeshauptmann des Burgenlandes, in Kroisegg aufgewachsen